# Tullio Avoledo

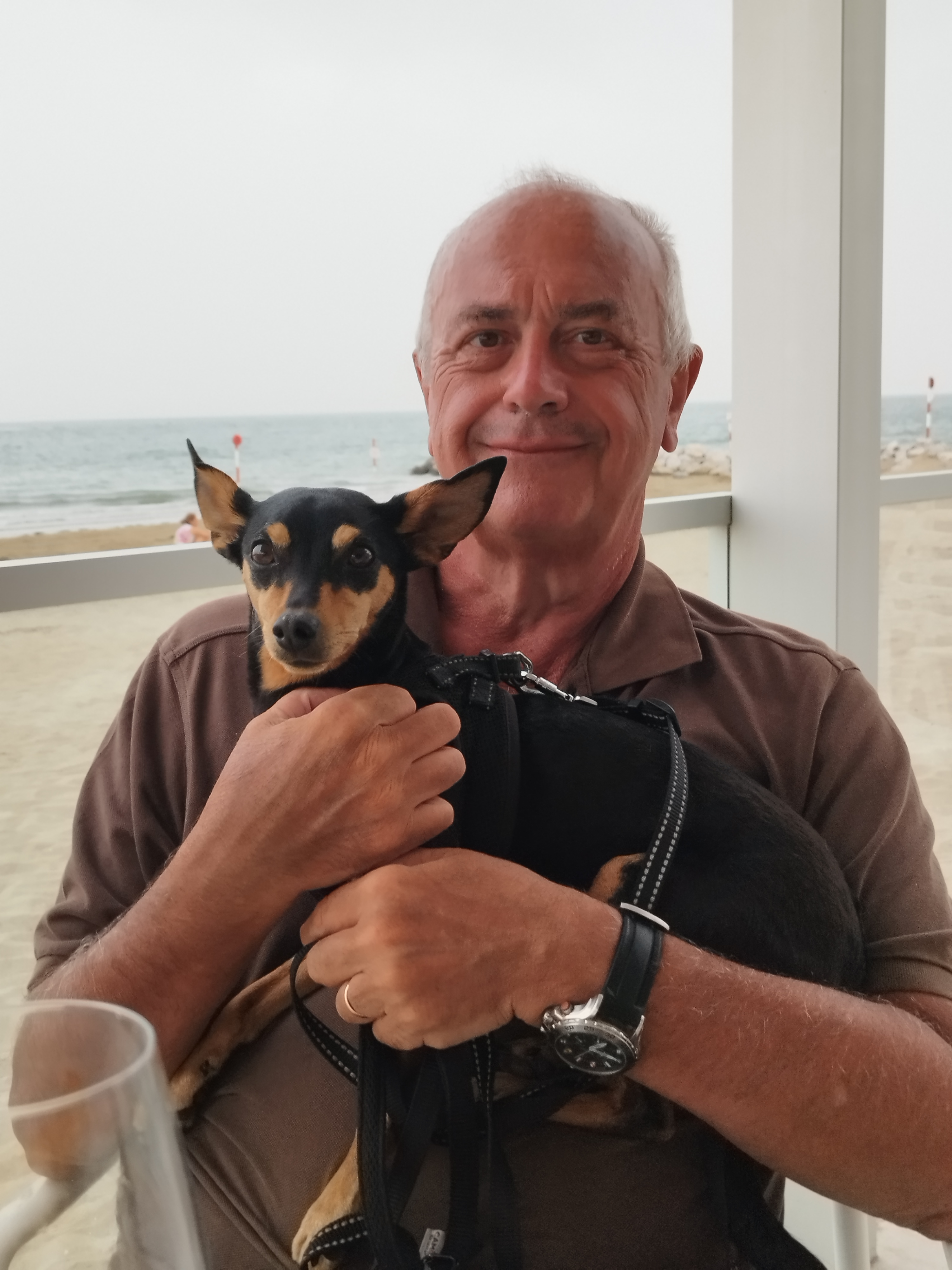
Avoledo con Chloé, estate 2024

Tullio Avoledo (Valvasone Arzene, 1º giugno 1957) è uno scrittore italiano.

## Biografia
Avoledo è nato a Valvasone, in provincia di Pordenone, il 1º giugno 1957. Si è laureato in giurisprudenza e, dopo aver svolto diversi mestieri, fra cui il copywriter e il giornalista, ha lavorato presso una banca, a Milano e a Pordenone.
Con il suo romanzo d'esordio, L'elenco telefonico di Atlantide (gennaio 2003) pubblicato da Sironi, ha ottenuto un lusinghiero successo di critica e di pubblico e vinto il premio "Forte Village Montblanc - scrittore emergente dell'anno".
Nel novembre 2003 ha pubblicato il suo secondo titolo, Mare di Bering (Sironi) e nel 2005 i due romanzi Lo stato dell'unione (Sironi) e Tre sono le cose misteriose (Einaudi), Premio Super Grinzane Cavour 2006 e finalista, nello stesso anno, al Premio Stresa. Del marzo del 2007 è il suo quinto romanzo: Breve storia di lunghi tradimenti (Einaudi), Premio letterario Castiglioncello-Costa degli Etruschi e Premio "Latisana per il Nord-Est". Suoi racconti appaiono in antologie pubblicate da Guanda, Mondadori e Minimum Fax. Per Guanda, ne I delitti in provincia, appare il racconto La traccia del serpente sulla roccia.
Il suo sesto romanzo, La ragazza di Vajont, è uscito per Einaudi nel giugno del 2008 e in Inghilterra nel 2013 (pubblicato da Troubadour). È la storia di un amore impossibile, sullo sfondo apocalittico di un Nord-Est "parallelo" tormentato da una guerra civile e dai fantasmi della pulizia etnica. A settembre 2008 è stato pubblicato nella collana "VerdeNero" delle edizioni Ambiente il romanzo breve L'ultimo giorno felice (Premio "Tracce di Territorio", Pavia), che narra la crisi esistenziale di un architetto cinquantenne coinvolto nella ecomafia delle discariche friulane.
Il 10 novembre 2009 è uscito per Einaudi il romanzo L'anno dei dodici inverni, storia d'amore e di viaggi nel tempo, finalista al Premio Stresa e vincitore del Premio dei Lettori di Lucca 2010 e Jerusalem, racconto ispirato ad un'Italia post-apocalittica, inserito nella raccolta Anteprima Nazionale a cura di Giorgio Vasta (Minimum Fax).
Il 31 maggio 2011 è uscito per Einaudi Stile Libero il romanzo Un buon posto per morire, un "romanzo storico sulla fine del mondo" scritto a quattro mani con Davide "Boosta" Dileo, tastierista del gruppo Subsonica. Il romanzo si è aggiudicato il Premio Emilio Salgari 2012.
Avoledo ha aderito al progetto internazionale "Metro 2033 Universe" di Dmitrij Gluchovskij scrivendo il romanzo Le radici del cielo, uscito nel novembre 2011 per l'editore Multiplayer.it, e che è stato tradotto in russo, tedesco, polacco e ungherese. Le radici del cielo, ambientato nell'universo postatomico descritto da Gluchovskij nei due romanzi Metro 2033 e Metro 2034, è un'avventurosa cerca alla Tolkien, ma anche una riflessione su temi come lo scontro tra il Bene e il Male e la possibilità che la fede in Dio possa sopravvivere all'olocausto nucleare. A maggio 2014 è uscito, sempre per Multiplayer, La crociata dei bambini, seguito di Le radici del cielo e secondo capitolo della trilogia dedicata da Avoledo al "Metro 2033 Universe". Il romanzo finale della trilogia, Il Conclave delle tenebre, è uscito in Russia nel 2018.
L'8 settembre 2016 è stato pubblicato, per Marsilio, il dodicesimo romanzo, Chiedi alla luce.
Nel 2016 è uscito nelle sale cinematografiche il film Breve storia di lunghi tradimenti che il regista Davide Marengo ha tratto dall'omonimo romanzo; tra gli interpreti Guido Caprino, Carolina Crescentini, Maya Sansa e Philippe Leroy. Il film è stato poi trasmesso su RaiPlay.
Nel 2018 Avoledo ha aderito al Patto per l'Autonomia, neonata formazione politica friulana nelle cui liste si è candidato per il Senato alle elezioni politiche nazionali del 4 marzo 2018 e per il Consiglio della Regione Friuli - Venezia Giulia alle successive elezioni regionali del 29 aprile 2018, nelle quali il Patto per l'Autonomia è riuscito a far eleggere due consiglieri regionali. Dall'esperienza elettorale è nato un testo teatrale satirico non destinato alla pubblicazione intitolato Fuori onda.
Il 25 ottobre 2018 è stato pubblicato nella collana "Altrove" dell'editore Chiarelettere il romanzo Furland®, una distopia in cui il Friuli del 2035, dopo aver dichiarato l'indipendenza, è diventato un colossale parco di divertimenti a tema storico.
Nel 2020 è stato insignito del Premio Scerbanenco per il romanzo Nero come la notte, il cui protagonista, Sergio Stokar, è un ex poliziotto dalle tendenze naziste che il destino fa finire alle Zattere, un complesso di edifici occupati da abusivi di tutte le nazionalità. Nel corso di un'indagine che lo porterà nel cuore di tenebra della sua città del Nord Est, Stokar vivrà, tra mille pericoli e incontri, un percorso di autorecupero alla fine del quale sarà una persona nuova. In seguito, con Come navi nella notte, Avoledo dà vita ad un altro personaggio seriale, Marco Ferrari, ex poliziotto in esilio in Germania, dov'è diventato uno scrittore di successo. I due personaggi si alternano nei titoli successivi finché Avoledo li fa incontrare in I cani della pioggia, un romanzo che mescola noir e bruciante attualità svolgendosi in Ucraina nel bel mezzo dell’operazione militare speciale ordinata da Putin. 
A gennaio 2025 è uscito, per l'editore Neri Pozza, il noir Come si uccide un gentiluomo, un eco-thriller che vede come protagonisti una coppia di giovani avvocati milanesi, Vittorio Contrada, detto Controvento, e Gloria Almariva. Alla coppia si aggiunge il detective Andrea "Ciuffo" Benati, un ex sessantottino dai modi spicci e dalle molte abilità nascoste. I tre, spinti dall'omicidio di un vecchio amico di Vittorio, affrontano pericoli e avventure tra Milano e il Friuli, in un'indagine che li porta a scoprire complesse trame planetarie e nemici molto più vicini a loro di quanto sospettassero. 
Avoledo ha già annunciato che le avventure di Controvento e Gloria avranno più di un seguito. Le tematiche di fondo saranno ecologiche ed ambientali. 

## Opere
- L'elenco telefonico di Atlantide, Sironi, 2003, poi tascabile Einaudi 2003
- Mare di Bering, Sironi, 2003
- Lo stato dell'unione, Sironi, 2005
- Tre sono le cose misteriose, Einaudi, 2005
- Breve storia di lunghi tradimenti, Einaudi, 2007
- La ragazza di Vajont, Einaudi, 2008
- L'ultimo giorno felice, Edizioni Ambiente, 2008, poi tascabile Einaudi 2011
- L'anno dei dodici inverni, Einaudi, 2009
- Un buon posto per morire, Einaudi, 2011
- Le radici del cielo, Multiplayer.it Edizioni, 2011
- La crociata dei bambini, Multiplayer.it Edizioni, 2014.
- Chiedi alla luce, Marsilio, 2016.
- Furland®, Chiarelettere, 2018.
- Конклав тьмы, AST, 2018.[4] (inedito in Italia)
- Nero come la notte, Marsilio, 2020.
- Come navi nella notte, Marsilio, 2021.
- Non è mai notte quando muori, Marsilio, 2022.
- I cani della pioggia, Farfalle, Marsilio, 2023,  p. 378, ISBN 978-88-29720-07-1.
- Come si uccide un gentiluomo. La prima indagine dell'avvocato Contrada, Neri Pozza, 2025, ISBN 9788854531024